# Полино (Вербано-Кузио-Осола)
Полино је насеље у Италији у округу Вербано-Кузио-Осола, региону Пијемонт.
Према процени из 2011. у насељу је живело 132 становника. Насеље се налази на надморској висини од 774 м.